# Michael Sheridan
Michael Sheridan (* 1896 in County Cavan; † 6. Juli 1970) war ein irischer Politiker der Fianna Fáil. Von 1932 bis 1961 war er Teachta Dála (Abgeordneter) des Dáil Éireann, des Unterhauses des Oireachtas.

## Biografie
Sheridan war Landwirt. Er versuchte erstmals bei den beiden Wahlen im Juni und im September 1927 im Wahlkreis Cavan in den Dáil einzuziehen. Er erzielte jedoch jeweils nicht genügend Stimmen. 
Erst bei den Wahlen 1932 konnte Sheridan in den Dáil einziehen. Diesen Sitz konnte er bis 1961 halten. Er zog sich dann aus der Politik zurück.